# Thomas Barowe
Thomas Barowe auch Thomas Barrow († 1499) war ein englischer Jurist, Verwaltungsbeamter und Diplomat.

## Leben
Barowe stammte aus Lincolnshire. Seine Ausbildung erhielt er zunächst ab 1451 am Eton College. Im akademischen Jahr 1456/57 hielt er sich am King’s College auf. Seinen Abschluss erhielt er 1469/70. Beruflich schlug er zunächst eine kirchliche Karriere ein. So war er 1472 zunächst Pfarrer in Cottingham. 1475 wurde er zum Chorherrn von Beverley und drei Jahre später zum Chorherrn von York berufen. 1482 ernannte ihn Thomas Rotherham, zu diesem Zeitpunkt Erzbischof von York, zum Richter am Konsistorialgericht der Diözese. Seine engen Verbindungen zu Richard III. ermöglichten ihm, nachdem dieser den Thron bestiegen hatte, auch eine politische Karriere. So wurde Barowe am 22. September 1483 als Nachfolger von Robert Morton Master of the Rolls und bekleidete so eines der höchsten Richterämter im Land. 1484 unternahm Barowe auf Geheiß des Königs eine diplomatische Reise nach Schottland. 1485 ernannte ihn der König zudem zum Lord Keeper of the Great Seal. Nach der Schlacht von Bosworth verlor Barowe die meisten seiner Ämter. Es ist davon auszugehen, dass er nach seinem Tod zwischen dem 23. Juni 1499 und dem 10. Juli 1499, entsprechend seinem testamentarisch geäußerten Willen, in der Westminster Abbey beigesetzt wurde.